# Свигер фон Гунделфинген „Дългия“
Свигер фон Гунделфинген „Дългия“ (на немски: Swigger 'der Lange' von Gundelfingen; † сл. 1307) е рицар благородник от род Гунделфинген.

## Произход и наследство
Той е син на Свигер фон Гунделфинген 'Стари' († 9 май 1251) и съпругата му Ита фон Ентринген (* 1206; † 17 март 1273), сестра на Еберхард фон Ентринген, каноник в Страсбург, Конрад и Ото фон Ентринген. Внук е на Свигер фон Гунделфинген († сл. 1231) и потомък на Свигер фон Гунделфинген († сл. 1105). Брат е на Свигер фон Гунделфинген Стари († сл. 1291), женен за Агнес I фон Лехсгемюнд, дъщеря на граф Хайнрих IV фон Лехсгемюнд-Грайзбах († сл. 1237) и Гертруд фон Абсберг.
Баща му Свигер е изгонен от старата си родина Бавария след убийство на роднина и може чрез връзките си (с архиепископ Анно фон Кьолн?) и пари да си организира нова родина в долината на река Лаутер в Швабска Юра в Южен Баден-Вюртемберг.
През 1250 г. наследството на фамилията фон Гунделфинген се поделя и през 1293 г. замъкът им е продаден на Хабсбургите.

## Фамилия
Свигер фон Гунделфинген „Дългия“ се жени за Мехтилд фон Лупфен († 5 януари). Те имат децата:
- Свигер фон Гунделфинген († 1300/1302), рицар, женен за фон Рехберг? († сл. 1339); имат 6 деца
- Конрад фон Гунделфинген „Млади“ († сл. 1324), рицар, женен за дъщеря на Дегенхард фон Гунделфинген-Хеленщайн († сл. 1293) и графиня Агнес фон Дилинген († сл. 1258). Тя е сестра на Дегенхард фон Хеленщайн († 1307), епископ на Аугсбург (1303 – 1307); има два сина:
  - Конрад фон Гунделфинген († между 20 май 1348/16 октомври 1350), женен за графиня Хедвиг фон Нойфен († 1342); има син Свигер X фон Гунделфинген, господар на Нидергунделфинген († 1384)
  - Дегенхарт фон Гунделфинген († между 21 февруари 1351/2 май 1352), женен за графиня Анна (Гизеле) фон Кирхберг († 1394); има потомци